# Apogon binotatus
Apogon binotatus es una especie de pez de la familia de los apogónidos en el orden de los perciformes.

## Morfología
Los machos pueden alcanzar los 13 cm de longitud total.

## Distribución geográfica
Se encuentran en el oeste del Atlántico central: desde Bermuda, el sudeste de Florida (Estados Unidos) y las Bahamas hasta las Antillas y Venezuela.